# Rudolf Abelin (ingenjör)
Rudolf Karl Abelin, född 8 januari 1917, död 17 november 2003 i Västra Karups församling, var en svensk ingenjör, flygplanskonstruktör och pionjär inom komposittillverkning.

## Biografi
Abelin utbildades till flygingenjör i Tyskland och vid de Havilland i England under 1930-talet. Åter i Sverige fick han tillsammans med Gunnar Sundblad hösten 1937 idén att bygga segelflygplanet Hüttner H 17 vid en kanotfabrik i Båstad. Efter att företaget flyttat till Halmstad och ombildats till AB Flygindustri (AFI) anställdes han som kontrollchef och provflygare. Han var här med om utvecklandet av Sveriges enda lastglidflygplan där han arbetade med konstruktion av naturfiberarmerade plaster till flygplanet. Han var sannolikt den enskilda person som betytt mest för svensk kompositindustri. Under 1945 köptes företaget av Frans Henrik Kockum, som flyttade företaget till Malmö och placerade Abelin i fabriksledningen för Kockums Flygindustri. 1952 såldes företaget till Förenade Bil och firmanamnet ändrades till Malmö flygindustri, med Abelin som verkställande direktör fram till sammanslagningen med Saab-koncernen 1968.
Han tilldelades Flygtekniska Föreningens Thulinmedalj i guld 1987 och 2001 blev han SVS andra hedersmedlem. Abelin är begravd på Båstads nya begravningsplats.